# SumUp
SumUp è una società di pagamenti mobili con sede a Londra, nel Regno Unito.

## Storia
L'idea di SumUp è stata concepita nel 2011 e la società è stata fondata nel 2012. Gli investitori includono American Express, BBVA Ventures e Groupon.
Il primo prodotto è stato lanciato ufficialmente nell'agosto 2012. Inizialmente, l'ufficio principale era a Berlino, in Germania, ma il quartier generale è ora a Londra, Regno Unito. A novembre 2020 ha uffici in:
- Londra, Inghilterra, Regno Unito
- Berlino, Germania
- Boulder, Colorado, Stati Uniti
- Sofia, Bulgaria
- Amsterdam, Paesi Bassi
- San Paolo, San Paolo, Brasile
- Dublino, Eire

### Acquisizione di Payleven
Nell'aprile 2016, SumUp ha annunciato che si sarebbe fusa con il concorrente Payleven, un fornitore di pagamenti mobili con sede a Berlino di Rocket Internet .

### Acquisizione di Shoplo e Debitoor
A febbraio 2019, SumUp ha annunciato l'acquisizione della piattaforma e-commerce, Shoplo. L'acquisizione di una piattaforma di e-commerce consentirà a SumUp di fornire ai propri clienti una facciata per il loro negozio online facile da usare e dal design professionale.
Come parte di questa strategia, SumUp ha recentemente acquisito anche Debitoor, una società danese. Debitoor è un programma di fatturazione per liberi professionisti e PMI. Grazie a questa acquisizione SumUp sarà in grado di integrare la fatturazione nell'offerta ai suoi utenti.

## Prodotti
- Terminale per schede Chip & PIN e NFC: il prodotto principale di SumUp è un lettore di schede EMV in grado di leggere carte di pagamento a banda magnetica, chip ("Chip and Pin") e RFID / NFC ("contactless").[9] Il lettore di schede si accoppia con uno smartphone o un tablet basato su Android o iOS tramite Bluetooth, per verificare i pagamenti tramite Internet.
- Terminale per schede Chip & Pin 3G e NFC: il lettore di schede 3G[10] SumUp che funziona senza app. Dispone di una scheda SIM integrata con dati per consentire l'elaborazione dei pagamenti tramite una connessione di rete locale.
- Sistema punto vendita: come un registro all-in-one, il sistema Punto registro di vendita "Registro POS" di SumUp è costituito da un terminale per carte SumUp, un iPad preconfigurato, un supporto per iPad, una stampante di ricevute, un registratore di cassa e un Router wifi.[11] Disponibile solo in Germania e in alcuni altri paesi.
- SDK e API: SumUp consente a terzi di integrare l'infrastruttura di pagamento end-to-end e i terminali delle carte tramite l'SDK di pagamento dei terminali SumUp per iOS e Android, nonché diverse altre API per gli sviluppatori. Attraverso l'integrazione con la piattaforma SumUp aperta, terze parti possono offrire l'accettazione delle carte tramite le loro applicazioni native o basate su browser. Gli SDK e le API di SumUp supportano l'accettazione di Visa, VPay, Mastercard, Maestro, American Express, Apple Pay, Android Pay e schemi di carte di debito locali.[12]

## Portata globale
SumUp è attivo in 31 paesi. Nell'agosto 2012 la società ha lanciato il servizio in Germania, Austria, Regno Unito e Irlanda . Nel novembre 2012, Italia, Spagna e Paesi Bassi sono seguiti come nuovi mercati. Un mese dopo, nel dicembre 2012, SumUp si è espanso in Francia, Belgio e Portogallo . Nel novembre 2013, SumUp ha lanciato il servizio in Brasile. Da maggio 2014, SumUp opera anche in Polonia e Svizzera. La Svezia è stata lanciata a settembre 2015. Dall'ottobre 2016, SumUp opera anche negli Stati Uniti . Nel settembre 2017, SumUp ha lanciato il suo servizio in 15 paesi europei: Bulgaria, Cipro, Repubblica Ceca, Danimarca, Estonia, Finlandia, Grecia, Ungheria, Lettonia, Lituania, Lussemburgo, Malta, Norvegia, Slovacchia e Slovenia . Nel novembre 2017, SumUp ha annunciato una joint venture con il Banco del Estado de Chile . L'attività congiunta opera con il marchio "Compraqui" e ha sede a Santiago del Cile.

## Commissioni
SumUp addebita ai commercianti commissioni diverse in paesi diversi per accettare pagamenti con carta, in alcuni casi distinguendo tra carte di credito e carte di debito: 
| Nazione         | Moneta | Commissioni ( Agio ) | Commissioni ( Agio ) |
| Nazione         | Moneta | Carte di credito     | Carta di debito      |
| --------------- | ------ | -------------------- | -------------------- |
| Austria         | EUR    | 2,50%                | 0,95%                |
| Belgio          | EUR    | 2,75%                | 2,75%                |
| Brasile         | BRL    | 3,90%                | 1,90%                |
| Bulgaria        | BGN    | 1,95%                | 1,95%                |
| Cipro           | EUR    | 2,75%                | 2,75%                |
| Repubblica Ceca | CZK    | 1,95%                | 1,95%                |
| Danimarca       | DKK    | 2,75%                | 0,95%                |
| Estonia         | EUR    | 2,75%                | 2,75%                |
| Finlandia       | EUR    | 2,75%                | 0,95%                |
| Francia         | EUR    | 1,75%                | 1,75%                |
| Germania        | EUR    | 1,90%                | 1,90% (base)         |
| Grecia          | EUR    | 2,75%                | 2,75%                |
| Ungheria        | HUF    | 1,95%                | 1,95%                |
| Irlanda         | EUR    | 2,75%                | 2,75%                |
| Italia          | EUR    | 1,95%                | 1,95%                |
| Lettonia        | EUR    | 2,75%                | 2,75%                |
| Lituania        | EUR    | 2,75%                | 2,75%                |
| Lussemburgo     | EUR    | 2,75%                | 2,75%                |
| Malta           | EUR    | 2,75%                | 2,75%                |
| Olanda          | EUR    | 1,90%                | 1,90%                |
| Norvegia        | NOK    | 2,75%                | 0,95%                |
| Polonia         | PLN    | 1,49%                | 1,49%                |
| Portogallo      | EUR    | 2,75%                | 2,75%                |
| Slovacchia      | SKK    | 1,95%                | 1,95%                |
| Slovenia        | EUR    | 1,95%                | 1,95%                |
| Spagna          | EUR    | 1,50%                | 1,50%                |
| Svezia          | SEK    | 1,75%                | 1,75%                |
| Svizzera        | CHF    | 2,50%                | 1,50%                |
| Regno Unito     | GBP    | 1,69%                | 1,69%                |
| Stati Uniti     | USD    | 2,65%                | 2,65%                |

Il regolamento (UE) 2015/751 ha limitato le commissioni interbancarie nello Spazio economico europeo allo 0,3% per le carte di credito e allo 0,2% per le carte di debito con effetto dall'8 giugno 2015. SumUp ha ridotto le commissioni del 30% a giugno 2013. Nel Regno Unito, SumUp ha ridotto la commissione all'1,95% per tutte le transazioni con carta di debito e di credito, tra cui MasterCard e Visa, in calo rispetto al precedente 2,75%.